# A Soldier's Jealousy
A Soldier's Jealousy è un cortometraggio muto del 1907 diretto da Lewin Fitzhamon e interpretato dalla giovanissima Gertie Potter.

## Trama
Una ragazza si trova al centro di una rivalità tra un soldato geloso e un ufficiale che vuole soffiarla al suo sottoposto.

## Produzione
Il film fu prodotto dalla Hepworth.

## Distribuzione
Distribuito dalla Hepworth, il film - un cortometraggio di 122 metri - uscì nelle sale cinematografiche britanniche nel luglio 1907. Nello stesso anno, la Williams, Brown and Earle lo presentò anche negli Stati Uniti.
Si conoscono pochi dati del film che, prodotto dalla Hepworth, fu distrutto nel 1924 dallo stesso produttore, Cecil M. Hepworth. Fallito, in gravissime difficoltà finanziarie, il produttore pensò in questo modo di poter almeno recuperare il nitrato d'argento della pellicola.